# Jurgis Aušra
Jurgis Aušra (* 17. November 1940) ist ein litauischer Manager, ehemaliger Politiker und Bürgermeister der Stadtgemeinde Klaipėda (1994–1995).

## Leben
Von 1995 bis 1997 war Aušra Verwalter von Bezirk Klaipėda, von 1998 bis 2000 Generaldirektor von UAB „Euroga“ und ab 2000 im Energieunternehmen AB „Klaipėdos nafta“ (nach Donatas Kaubrys).
Von 1990 bis 1995 war Deputat im Rat Klaipėda, dritter Bürgermeister der Stadtgemeinde.
Ab Juni 1995 war er Mitglied der Partei LDDP.
Aušra errichtete das Berufskolleg Klaipėdos verslo ir technologijų kolegija.